# 1992 en Allemagne
Chronologie de l’Allemagne
- 1988
- 1989
- 1990
- 1991
- 1992
- 1993
- 1994
- 1995
- 1996

Cet article traite des événements qui se sont produits durant l'année 1992 en Allemagne.

## Gouvernements
- Président : Richard von Weizsäcker
- Chancelier : Helmut Kohl

## Événements

### Juillet

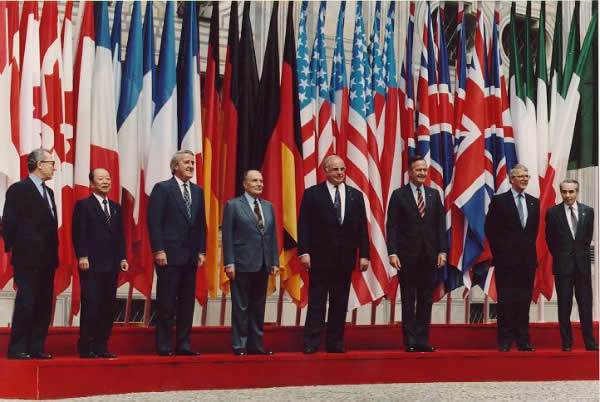
Chefs du Groupe des sept lors du Sommet du G7 à Munich le 6 juillet

- 6–8 juillet : le 18e sommet du G7 est tenu à Munich

### Août
- 22–24 août : les émeutes de Rostock ont lieu

### Septembre
- 17 septembre : les assassinats du restaurant Mykonos se produisent à Berlin

## Élections
- 5 avril : élections législatives au Schleswig-Holstein

## Sports
- 8–23 février : l'Allemagne participe aux Jeux Olympiques d'hiver d'Albertville ; ses athlètes y remportent 10 médailles d'or, 10 d'argent et 6 de bronze, ce qui classe l'Allemagne au premier rang des médailles.
- 25 juillet–9 août : l'Allemagne participe aux Jeux Olympiques d'été de Barcelone ; ses athlètes y remportent 33 médailles d'or, 21 d'argent et 28 de bronze.

## Naissances
- 3 juin : Mario Götze, footballeur international allemand.

## Décès
- 13 janvier : Josef Neckermann, un cavalier de dressage
- 6 mai : Marlene Dietrich (née en 1901), une actrice et chanteuse
- 1er octobre : Petra Kelly (née en 1947), une militante du mouvement de la paix et une fondatrice du parti allemand des Verts